# Jezioro Gardno
Der Jezioro Gardno (deutsch Garder See, auch Gardersee) ist ein Strandsee in der polnischen Woiwodschaft Pommern.

## Geographische Lage
Der Gardno liegt in Hinterpommern, nördlich von Słupsk (Stolp). Er ist der zweitgrößte Strandsee in Pommern. Von der Ostsee ist der Gardno nur durch eine ein bis zwei Kilometer breite, von Südwesten nach Nordosten verlaufende Nehrung getrennt. Am Südrand des Sees befindet sich  das Dorf Gardna Wielka (Groß Garde), nach dem der Gardno bzw. Garder See benannt ist.
Am östlichen Ufer des Sees erhebt sich der Berg Rowokół (Revekol), dahinter liegt der Ort Smołdzino (Schmolsin).

## Geologische Beschaffenheit
Der Gardno wird vom Fluss Łupawa (Lupow) durchflossen. Auf seinem kurzen Weg von dem See in die Ostsee durchfließt dieser das Fischerdorf Rowy (Rowe). 
Im Garder See liegt als einzige Insel die Stein-Insel.

## Geschichte
Vor Ende des Zweiten Weltkriegs gehörte der See zum Landkreis Stolp im Regierungsbezirk Köslin der Provinz Pommern. Die Region mit dem See wurde nach Kriegsende zusammen mit ganz Hinterpommern unter polnische Verwaltung gestellt.

## Der Garder See in der Kunst
Nach dem Ersten Weltkrieg wurde der Garder See von Künstlern als malerisches Motiv entdeckt. Der Maler Max Pechstein hielt sich ab 1922/23 wiederholt in Rowe auf und machte auch den Garder See zum Gegenstand seines Schaffens. Sein Gemälde „Morgensonne“ (1929) zeigt den Garder See mit Fischerbooten, im Hintergrund den Revekol. Für das Heft „Garder See“ der Zeitschrift Unser Pommerland steuerte er 1931 eine Zeichnung bei, die einen Reusensteller auf dem Garder See zeigt. 
Der pommersche Heimatdichter Klaus Granzow beschreibt in seiner Erzählung „Der Tanz auf dem Gardersee“ eine Begebenheit, die sich im März 1945 zugetragen haben soll: Während die Front zwischen der deutschen und der sowjetischen Armee mitten durch den zugefrorenen Garder See verlief, habe eine deutsche Frau auf Schlittschuhen auf dem Eis getanzt. Der Maler Max Pechstein habe diese Szene auf Verlangen eines sowjetischen Offiziers gemalt. 